# Блед
Вижте пояснителната страница за други значения на Блед.
Блед (на словенски: Bled) е известен планински курортен град в Словения. Около едноименното езеро са разположени множество хотели и вили, включително и бившата резиденция на Тито замъка Блед, където през 1947 г. той подписва Бледската спогодба с тогавашния български министър-председател Георги Димитров.
Като населено място Блед е споменат за първи път през 1004 г., когато германският император Хайнрих II го подарява на епископ Албуин Бриксенски. Градът има 4944 жители (по приблизителна оценка от януари 2018 г.) и е център на община.
През 2002 г. в града се провежда шахматната олимпиада.

## Побратимени градове
- Фелден ам Вьортер Зее, Австрия (2004)